# Bassinreactor

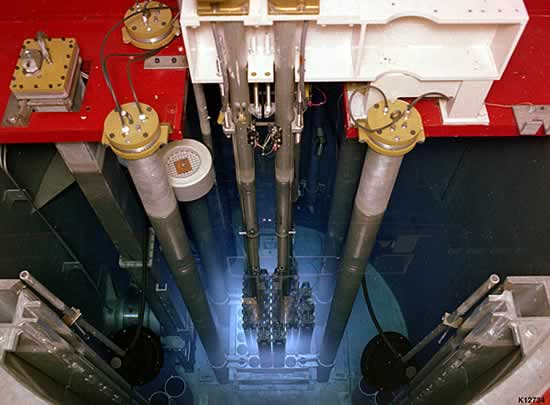
Bassinreactor van het type TRIGA. De blauwe gloed rond de reactorkern is Čerenkovstraling.

Een bassinreactor (ook wel zwembadreactor) is een type kernreactor waarbij de reactorkern zich in een open waterbad bevindt. Het water dient tegelijk als moderator, koelmiddel en radiologische afscherming. Reactoren van dit type zijn niet geschikt voor het opwekken van elektriciteit en worden vooral gebruikt voor onderwijs en onderzoek. Als neutronenbron kan men ze gebruiken voor materiaalkundig onderzoek en voor de productie van radionucliden.
Een voorbeeld van een bassinreactor in Nederland is de Hoger Onderwijs Reactor in Delft.